# Guyanas fotbollsförbund
Guyanas fotbollsförbund, officiellt Guyana Football Federation, är ett specialidrottsförbund som organiserar fotbollen på Guyana.
Förbundet grundades 1902 och gick med i Concacaf 1971. De anslöt sig till Fifa år 1970. Guyanas fotbollsförbund har sitt huvudkontor i staden Georgetown.